# Ägyptischer Kalender
| V28 | N5 | V28 |

| V28 | N5 | V28 |

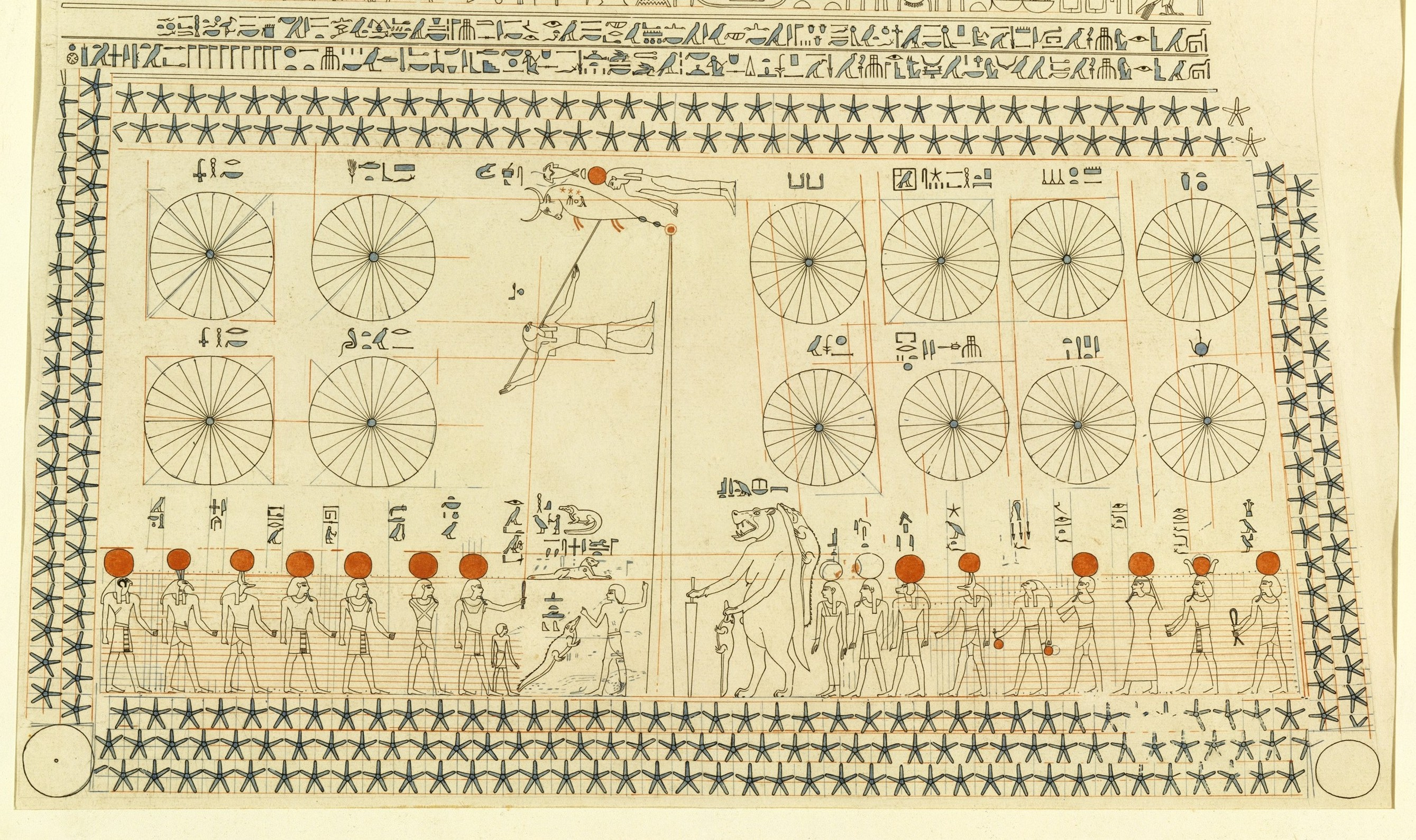
Kalender des Senenmut

Ägyptische Kalender waren solche, die sich hauptsächlich an dem Naturereignis der Nilschwemme orientierten und mit Beobachtungen der Astronomie verknüpften. Im Laufe der Zeit entstanden unterschiedliche Kalenderformate, die teilweise parallel Verwendung fanden.

## Grundlagen der Zeitrechnung
Den Tagesbeginn markierte im alten Ägypten stets der Sonnenaufgang. Das hat vor allem für den Mondkalender weitreichende Konsequenzen. Die Ereignisse, denen die Tages- und Monatszählung zugrunde lagen, fanden stets vor dem Tag, bzw. Monat statt, durch den sie definiert wurden:
- Die Nacht, in der der Mond vor Sonnenaufgang zum Neumond wurde, war die letzte des Monats. Der neue Monat begann mit Sonnenaufgang.
- Der heliakische Aufgang des Sirius fand stets am Ende des Jahres statt. Das neue Jahr begann mit dem folgenden Monatsbeginn. (Siehe Ursprünglicher Mondkalender)

Die Ereignisse fielen dabei in der Regel in die 12. Nachtstunde, wobei jede Nacht, genau wie der lichte Tag, stets genau 12 Stunden hatte. Die Länge der Stunden änderte sich mit den Jahreszeiten.

## Entwicklung ägyptischer Kalender

### Mondkalender
Der Jahresanfang der ägyptischen Kalender war seit frühester Zeit am Eintritt der Nilüberschwemmung ausgerichtet. Die Nilschwemme war vorhersehbar und bezeichnete den Achet als die erste Jahreszeit. Beginn und Ende konnten sich innerhalb eines siderischen Jahres, welches allerdings zunächst unbekannt war, um wenige Tage verschieben. Entscheidend war die Wassermenge, die großen Einfluss auf die Landwirtschaft hatte. Der Nilpegel stieg bei Assuan alle 12 bis 13 Mondzyklen an und erreichte etwa zwei Mondzyklen später seinen Höchststand. Die Flutwelle erreichte das Nildelta etwa zwei Wochen später. Herodot berichtet, dass der Beginn der Nilschwemme zur Zeit der Sommersonnenwende stattfand – das war zu seiner Zeit im 5. Jahrhundert v. Chr. um den 22./23. Juni. Allerdings blieben aufgrund der Nähe zum Äquator die Sonnenwenden zumindest in Oberägypten zunächst weitgehend ohne Beachtung.
Der Beginn der jährlichen Überschwemmungszeit hing stattdessen scheinbar eng mit dem ersten Erscheinen des Sirius (ägypt. Sopdet) am morgendlichen Himmel zusammen. Die Länge eines Jahres war zunächst nicht bekannt. Dauer und Höhe der Nilschwemme waren generell schwankend. So konnte ein Nil-Jahr (beginnend mit der Schwemme) mal 335 und auch mal 415 Tage haben. In diese Situation hinein wurde der erste Kalender entwickelt.
Zu Beginn der frühdynastischen Periode existierte noch keine Jahreszählung. Für einen chronologischen Überblick wurden Jahre anhand von Ereignissen identifiziert, die auf Jahrestäfelchen in einer Art Bilderschrift eingeritzt wurden.
Als ältester überlieferter Kalender wird dann ein Mondkalender noch aus der frühdynastischen Periode beschrieben. Dessen erster Monat begann stets nach dem heliakischen Aufgang des Sothis mit Sonnenaufgang nach Neumondbeginn. Damit war das Sothisjahr entstanden, das im Mittel mit 365,250015 Tagen in etwa dem julianischen Kalender entsprach. Vergleichbare Kalender waren in Loango und bei Ankunft der Europäer auch in Mexiko, auf Bali und Neuseeland bereits bekannt.
Nun hängen klimatische Prozesse nicht vom siderischen, sondern vom tropischen Jahr ab und der Aufgang des Sirius dabei zusätzlich von der Erdpräzession und -nutation. Doch sind die Zeitunterschiede von weniger als einer halben Stunde im Jahr sehr gering. Die Jahreszeiten verschoben sich innerhalb des Sothisjahres im Durchschnitt etwa alle 126 Jahre um einen Tag. Es dauert folglich Jahrhunderte bis sich der Aufgang des Sothis vom Juni bis in den Juli verschoben hatte.
| Jahreszeitliche Lage der ägyptischen Monate im gregorianischen Kalender | Jahreszeitliche Lage der ägyptischen Monate im gregorianischen Kalender | Jahreszeitliche Lage der ägyptischen Monate im gregorianischen Kalender | Jahreszeitliche Lage der ägyptischen Monate im gregorianischen Kalender |
| Jahreszeit                                                              | Monatsname (Sothis-Kalender)                                            | Datum Elephantine                                                       | Datum Nildelta                                                          |
| ----------------------------------------------------------------------- | ----------------------------------------------------------------------- | ----------------------------------------------------------------------- | ----------------------------------------------------------------------- |
| Jahreszeit: Achet (Überschwemmung)                                      |                                                                         |                                                                         |                                                                         |
| 1. Achet I                                                              | 1. Wepet-renpet                                                         | 5. Juni                                                                 | 19. Juni                                                                |
| 1. Achet II                                                             | 1. Techi                                                                | 5. Juli                                                                 | 19. Juli                                                                |
| 1. Achet III                                                            | 2. Menchet                                                              | 4. August                                                               | 18. August                                                              |
| 1. Achet IV                                                             | 2. Hut-heru                                                             | 3. September                                                            | 17. September                                                           |
| Jahreszeit: Peret (Aussaat / Winter)                                    |                                                                         |                                                                         |                                                                         |
| 1. Peret I                                                              | 3. Ka-her-ka                                                            | 3. Oktober                                                              | 17. Oktober                                                             |
| 1. Peret II                                                             | 3. Schef-bedet                                                          | 2. November                                                             | 16. November                                                            |
| 1. Peret III                                                            | 4. Rekeh-wer                                                            | 2. Dezember                                                             | 16. Dezember                                                            |
| 1. Peret IV                                                             | 4. Rekeh-nedjes                                                         | 1. Januar                                                               | 15. Januar                                                              |
| Jahreszeit: Schemu (Ernte / Sommer)                                     |                                                                         |                                                                         |                                                                         |
| 1. Schemu I                                                             | 5. Renutet                                                              | 31. Januar                                                              | 14. Februar                                                             |
| 1. Schemu II                                                            | 5. Chonsu                                                               | 2. März                                                                 | 16. März                                                                |
| 1. Schemu III                                                           | 6. Chenti-chet                                                          | 1. April                                                                | 15. April                                                               |
| 1. Schemu IV                                                            | 6. Ipet-hemet                                                           | 1. Mai                                                                  | 15. Mai                                                                 |

### Verwaltungskalender
Mit der Verwendung des Sothisjahres konnte dann auch die Entwicklung des Verwaltungskalenders ihren Lauf nehmen. Dieser wurde also aus dem frühen, rein auf Beobachtungen basierenden Sothis-Mondkalender heraus entwickelt. Dazu wurde das bürgerliche Verwaltungsjahr in 12 Monate mit jeweils 30 Tagen eingeteilt.  Nach den zwölf Hauptmonaten folgten Epagomenen (Zusatztage) als Jahresverlängerung. Die Gesamtzahl der Tage im Verwaltungskalender betrug damit 365 Tage, von denen zunächst nur 360 als zum Jahr gehörig galten.
Nachdem dieser Kalender seine endgültige Form als Wandeljahrkalender mit einer gleichbleibenden Jahreslänge von 365 Tagen (ohne Schalttage) gefunden hatte, wurde später durch Langzeitbeobachtung ein Zeitraum von 1460 Jahren ermittelt, nach dessen Ablauf der Jahresbeginn im Mondkalender wieder auf denselben Tag im Verwaltungskalender fiel. Dieser Zeitraum wird als Sothis-Zyklus (1424 bzw. 1460 Jahre) bezeichnet.
Ptolemaios III. reformierte im Jahr 237 v. Chr. den Verwaltungskalender (Kanopus-Dekret) durch die Einführung eines Schalttages, der alle vier Jahre als sechster Heriu-renpet-Tag zusätzlich zum Normaljahr eingeschoben wurde. Mit dem Tod von Ptolemaios III. endete aber auch wieder die Verwendung dieses neuen „griechischen“ Kalenders, der Verwaltungskalender wurde wie zuvor ohne Schalttage fortgeführt.

### Tagewählkalender
Neben dem Mond- und dem Verwaltungskalender gab es noch einen „Tagewählkalender“, der überhaupt nicht in Monate einteilte. Mit ihm sollte auf mythologischer Basis entschieden werden, ob eine Zeit für irgendeinen Zweck geeignet sei.

### Die „Hypothese des 19. Juli“
Die Nilschwemme erreichte bis zum Bau des Assuan-Staudammes 1902 seit jeher etwa zur Zeit der Sommersonnenwende (19. bis 23. Juni) das Nildelta; in Elephantine/Assuan nach wie vor sogar schon Anfang Juni. Die meist veröffentlichte Gleichsetzung des Einsetzens der Nilschwemme um den 19. Juli ist älteren Publikationen entnommen und widerspricht den tatsächlichen Gegebenheiten. Der oft als 19. Juli genannte Neujahrstag der Ägypter geht unter anderem auf die Veröffentlichungen von Eduard Meyer und Censorinus zurück, die den im Jahr 139 n. Chr. erfolgten heliakischen Aufgang des Sirius am 19./20. Juli im Nildelta als Grundlage wählten. Meyer übertrug den 19. Juli als festes Datum in den proleptischen Kalender, den er wiederum für seine Chronologie des Alten Ägypten verwendete.
Die Annahme von Censorinus, dass „das große Jahr“ der Ägypter an den 19. Juli gekoppelt war, wurde durch zusätzlich ermittelte astronomische Daten zwischenzeitlich widerlegt. Dennoch werden noch zumeist die Ausführungen der antiken Historiker zur Berechnung des Sothis-Zyklus und des Neujahrtages genannt. Unter anderem wies der Ägyptologe Rolf Krauss auf die alte Veröffentlichungspraxis hin: „Das Märchen eines Sothis-Zyklus von 1.460 julianischen Jahren mit dem seit Urzeiten konstanten Aufgangstag 19. Juli ist als eine willkürlich geschaffene falsche Konstruktion erwiesen“. Aufgrund der Präzession war Sirius im Laufe der ägyptischen Geschichte um mehr als einen Monat auf den 19. Juli im Jahr 139 n. Chr. gewandert und hatte seinen heliakischen Aufgang in jenem Jahr einen Monat nach der einsetzenden Nilschwemme.

### Spätformen des Verwaltungskalenders
Der julianische Kalender löste 45 v. Chr. im römischen Reich den zuvor geltenden römischen Kalender ab. Im Jahr 45 v. Chr. lag der astronomische Frühlingsanfang im julianischen Kalender auf dem 22. März und entsprach dem 20. März im heutigen gregorianischen Kalender.
Im ägyptischen Verwaltungskalender war die Einfügung eines Schalttages im Jahr 26 v. Chr. möglich, da die astronomische Konstellation eine Verschiebung des Sirius-Aufgangs in Memphis vom 24. Epiphi auf den 25. Epiphi 25 v. Chr. signalisierte. Daher führte der römische Kaiser Augustus in der neuen römischen Provinz Aegyptus ab dem Jahr 26 v. Chr. – wie zuvor schon Ptolemaios III. – im ägyptischen Verwaltungskalender erneut alle vier Jahre ein Schaltjahr ein. Der sechste Epagomenen-Tag verhinderte dadurch die Verschiebung auf den 25. Epiphi im darauf folgenden Jahr. So ergab sich zunächst der 28. August 25 v. Chr. als ägyptischer Neujahrstag 1. Thot.
Statt des vorgesehenen Vierjahresintervalls im julianischen Kalender wurden nach 45 v. Chr. jedoch irrtümlich alle drei Jahre ein Schalttag eingesetzt, was dazu führte, dass sich nach der Umstellung durch Augustus der heliakische Aufgang des Sirius im julianischen Kalender wiederholt verschob. Die fehlerhaften Schaltungen korrigierte Augustus später durch eine Umstellung auf den vierjährigen Schaltjahreszyklus und schaltfreie Jahre. Der heliakische Aufgang des Sirius war danach am 18. Juli und der ägyptische Neujahrstag am 29. oder 30. August, ehe sich der Sirius-Aufgang in Memphis wegen der Eigenbewegung des Sirius – wie ein ägyptischer Schreiber 139 n. Chr. vermerkte – um einen Tag auf den 19. Juli im julianischen Kalender verschob.
| Heliakischer Aufgang des Sirius in Memphis | Heliakischer Aufgang des Sirius in Memphis               | Heliakischer Aufgang des Sirius in Memphis     | Heliakischer Aufgang des Sirius in Memphis      |
| Jahr                                       | Datum im ägyptischen Kalender                            | Datum im julianischen Kalender                 | Datum im gregorianischen Kalender (proleptisch) |
| ------------------------------------------ | -------------------------------------------------------- | ---------------------------------------------- | ----------------------------------------------- |
| 30 v. Chr.                                 | 23. Epiphi (+ 43 Tage = 1. Thot)                         | 16. Juli (+ 43 Tage = 28. August) (Schaltjahr) | 16. Juli                                        |
| 29 v. Chr.                                 | 24. Epiphi (+ 42 Tage = 1. Thot)                         | 17. Juli (+ 42 Tage = 28. August)              | 16. Juli (Schaltjahr)                           |
| 26 v. Chr.                                 | 24. Epiphi (+ 43 Tage = 1. Thot) (Schaltjahr-Einführung) | 16. Juli (+ 43 Tage = 28. August)              | 16. Juli                                        |
| 25 v. Chr.                                 | 24. Epiphi (+ 42 Tage = 1. Thot)                         | 17. Juli (+ 42 Tage = 28. August)              | 16. Juli (Schaltjahr)                           |
| 24 v. Chr.                                 | 24. Epiphi (+ 42 Tage = 1. Thot)                         | 16. Juli (+ 42 Tage = 27. August) (Schaltjahr) | 16. Juli                                        |
| 7 n. Chr.                                  | 24. Epiphi (+ 43 Tage = 1. Thot) (Schaltjahr)            | 18. Juli (+ 43 Tage = 30. August)              | 16. Juli                                        |
| 8 n. Chr.                                  | 24. Epiphi (+ 42 Tage = 1. Thot)                         | 18. Juli (+ 42 Tage = 29. August) (Schaltjahr) | 16. Juli (Schaltjahr)                           |

Der koptische Kalender ist eine Variante des durch Augustus reformierten ägyptischen Verwaltungskalenders. Dieser findet bis heute Verwendung in der altorientalischen Kirche Ägyptens, der koptisch-orthodoxen Kirche. Nach der Überlieferung soll die koptisch-orthodoxe Kirche bereits im 1. Jahrhundert in Alexandria gegründet worden sein, so dass sie auch alexandrinische Kirche genannt wird. Der koptische oder auch alexandrinische Kalender besitzt, im Gegensatz zum Verwaltungskalender seit Augustus, eine Jahreszählung, die im Jahr 284 n. Chr. des julianischen Kalenders beginnt, dem ersten Regierungsjahr des römischen Kaisers Diokletian (Diokletianische Ära). Unter Diokletian, der Ära der Märtyrer, gab es die letzten Christenverfolgungen im Römischen Reich.
Nach der endgültigen islamischen Eroberung Ägyptens im Jahr 643 n. Chr. konnte sich der islamische Kalender in Ägypten nicht gegen den koptischen Kalender durchsetzen, weil er sich insbesondere für die Landwirtschaft als nicht praktikabel erwies.
Der gregorianische Kalender löste 1582 n. Chr. den julianischen Kalender ab, indem auf den 4. Oktober sofort der 15. Oktober als nächster Kalendertag folgte. Für historische Berechnungen muss daher zusätzlich die nicht korrigierte Abweichung des julianischen Kalenders berücksichtigt werden, um Vergleichsdaten gegenüber dem in der heutigen Zeit verwendeten gregorianischen Kalender zu erhalten.

## Technik und Daten des ägyptischen Kalenders

### Kalenderzyklus

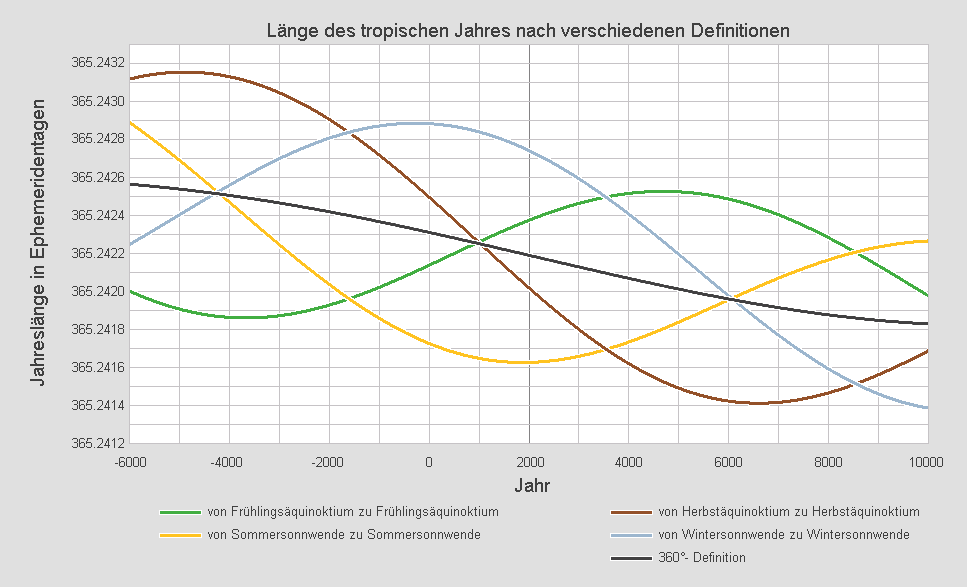
Länge des tropischen Jahres nach verschiedenen Definitionen

Der ägyptische Verwaltungskalender kannte, mit Ausnahme von vier Tagen unter Ptolemaios III., keine Schalttage. Ein ägyptisches Kalenderjahr hatte 365 Tage. Wegen der Nilschwemme für die Landwirtschaft entscheidend war natürlich das tropische Jahr. Dessen Länge betrug auf Grund der damals schnelleren Erdrotation im Jahr 139 n. Chr. im Mittel 365,2423 Tage und Mitte des 2. Jahrtausends v. Chr. sogar 365,2424 Tage. Der Beginn der Nilschwemme verschob sich folglich im Schnitt pro Kalenderjahr um zunächst 0,2424, später 0,2423 Tage und fiel folglich nach einem Zyklus von etwa 1506 Jahren (365 Tage / 0,2424 Tage pro Jahr) wieder auf denselben Kalendertag. Wegen der Nähe zum Äquator und der damit annähernd gleichbleibenden Tageslänge wurde jedoch an Stelle des tropischen ein Siderisches Jahr („Aufgang des Sirius“) beobachtet. So konnte man damals einen Sothis-Zyklus berechnen, dessen Länge recht ähnlich war.

### Kalenderumrechnung
Um einen direkten Vergleich mit dem gregorianischen Kalender zu ermöglichen, muss die Anpassung an das julianische Kalendereinführungsjahr 46 v. Chr. vorgenommen werden. Im Jahr 85 n. Chr. betrug die Abweichung zum mittleren Sonnenjahr einen Tag und der heliakische Aufgang des Sirius erfolgte am 22. Mesori des ägyptischen Kalenders.
Die Differenz des Zeitraums von 46 v. Chr. bis 139 n. Chr. beträgt 184 Jahre, in denen Sirius 46,25 Tage gewandert war, um 139 n. Chr. auf dem 1. Thot heliakisch aufzugehen. In Umrechnung bedeutet dies, dass Sirius letztmals am 19. Epiphi 46 v. Chr. und 45 v. Chr. erstmals am 20. Epiphi heliakisch in der Morgendämmerung aufging. Der 20. Epiphi repräsentierte im julianischen Kalender im Jahr 45 v. Chr. den 18. Juli (Bezugsort Memphis), dem der 16. Juli im gregorianischen Kalender entspricht.
Der ägyptische und gregorianische Kalender deckten sich in den Jahren 39 bis 36 v. Chr., da der 22. Epiphi mit dem 16. Juli gleichzusetzen ist. Unter Hinzurechnung der 1506 Jahre (ohne Berücksichtigung der Schalttage durch Ptolemaios III.) fand die letzte Übereinstimmung in den Jahren 1545 bis 1542 v. Chr. statt.
In Umrechnung auf den ägyptischen Kalender und dem 1. Thot, der als Neujahrstag in direkter Abhängigkeit zur Nilschwemme auf die Sommersonnenwende (22. Juni) fällt, waren diese Bedingungen in den Jahren 1264 bis 1261 v. Chr. im Neuen Reich und 2771 bis 2768 v. Chr. in der frühdynastischen Periode gegeben.

### Friedensvertrag Ägypten-Hatti unter Ramses II.
Der 1. Thot fiel 1259 v. Chr. auf den 21. Juni. Der Abschluss des historischen Friedensvertrages zwischen Ägypten und Hatti fand im Jahr 1259 v. Chr. am 21. Tybi statt. Aus der ermittelten Tagesdifferenz von 140 Tagen ergibt sich der 8. November im gregorianischen Kalender.
In der Fachliteratur wird für diesen historischen Tag meist der 21. November im proleptischen Kalender angegeben. Ursache für die Tagesdifferenz von 13 Tagen ist die Nichtberücksichtigung der Kalenderabweichung gegenüber dem gregorianischen Kalender.